# Denis Félicité Bizot-Charmoy
Pour les articles homonymes, voir Bizot.
Denis Félicité Bizot-Charmoy, né le 12 juin 1757 à Pontailler-sur-Saône (Côte-d'Or), mort le 10 décembre 1812 à Vilna (gouvernement de Vilna), est un colonel français de la Révolution et de l’Empire.

## États de service
Il entre en service le 1er janvier 1780, comme élève à l’école du génie de Mézières, et il en sort le 1er janvier 1782, avec le grade d’aspirant lieutenant en second. Nommé lieutenant en premier le 4 août 1785, il reçoit son brevet de capitaine le 1er avril 1791.
En 1792, il est employé à l’armée du Centre, il sert au camp de Tiercelet, puis au siège de Thionville, jusqu’à la fin des opérations. En 1793, il est envoyé à l’armée de la Moselle, où on lui confie des reconnaissances et des travaux de défense important depuis la Sarre jusqu’à Tiercelet.
En l’an II, le gouvernement lui confie le commandement en chef du service de la place de Thionville, et le charge d’établir des retranchements entre cette place et celle de Longwy. Après avoir pris part au combat d’Arlon des 17 et 18 avril 1794, il reçoit du comité de salut public l’ordre de se rendre à Paris. Le 14 juillet 1794, il est attaché à l’École de Mars, et à la suite de la fermeture de l’école, il est muté à l’armée de Rhin-et-Moselle le 1er novembre 1794, pour faire partie de la 7e division active. 
Les services signalés qu’il vient de rendre, déterminent le représentant du peuple Lémane à lui conféré le 3 décembre 1794, le grade de chef de bataillon, qui sera confirmé par le comité de salut public le 26 février 1795. Le 22 novembre 1794, il assiste à l’attaque de la batterie dite de « Merlin », prend part a l’attaque et à la prise de la tête de pont de Mannheim, à l’affaire du 30 avril 1795, sur la rive gauche des lignes de Mayence, et au Passage du Rhin le 18 septembre 1795.
En l’an IV, il passe à la 6e division, et il se distingue le 24 septembre 1795, à la bataille d’Heidelberg, puis il entre dans Thionville le 18 octobre 1795, pour y organiser les opérations du service du génie. Le 6 octobre 1796, il est envoyé à Bitche, et peu de temps après, il fait partie de la commission chargée de réorganiser l’école du génie et de l’artillerie de Metz. 
Le 4 août 1798, il se rend à l’armée de Mayence, avec pour mission de prendre la direction du génie de cette place, de celle de Cassel, et des postes militaires dépendant des départements du Mont-Tonnerre et de la Sarre. Affecté à l’armée du Rhin, il reçoit le 19 avril 1800, le commandement en second de l’école du génie et de l’artillerie de Metz. 
Il est nommé chef de brigade le 23 juillet 1801, et le 26 mai 1802, il prend la direction du génie de la place de Rheinberg, avant d’occuper les mêmes fonctions à Sarrelouis le 18 décembre 1802. Il est fait chevalier de la Légion d’honneur le 11 décembre 1803, et officier de l’ordre le 14 juin 1804.
Le 8 avril 1806, il passe à la direction des fortifications à Cologne, et le 1er mars 1812, il est envoyé à Magdebourg pour y commander le génie. Désigné peu de temps après pour faire partie du 9e corps de la Grande Armée, il meurt de froid le 10 décembre 1812, près de Vilna, lors de la retraite de Russie.

## Famille
- Frère du général Jean Baptiste Brice Bizot (1754-1836).
- Oncle du général Michel Bizot (1795-1855), mort lors du siège de Sébastopol.
- Grand-oncle du général de division Brice Adrien Bizot (1848-1929).

## Sources
- A. Lievyns, Jean Maurice Verdot, Pierre Bégat, Fastes de la Légion-d'honneur, biographie de tous les décorés accompagnée de l'histoire législative et réglementaire de l'ordre, tome 3, Bureau de l’administration, 1844, 529 p. (lire en ligne), p. 31.
- « Cote LH/246/74 », base Léonore, ministère français de la Culture
- Arthur Chuquet, L'École de Mars, 1794, édition Plon, Paris, 1899, p. 351-352.
- Léon Hennet, État militaire de France pour l’année 1793, Siège de la société, Paris, 1903, p. 314.